# حصن الحماد
حصن الحماد هو مركز بمحافظة ظهران الجنوب التابعة لمنطقة عسير في جنوب المملكة العربية السعودية.

## الموقع
يقع حصن الحماد بالقرب من قرية نقية اليمنية. وهو من المواقع الحدودية الموازية للالحدود السعودية اليمنية. يتميز بالجبال الشاهقة والسهل. ويبعد عن مدينة ظهران الجنوب حوالي 20 كم، وعن نجران حوالي 80 كم. يعرف بطبيعته الخلابة وغدرانه المائية.

## المرافق
يضم مركز حصن الحماد بعض مراكز حرس الحدود السعودي.

## السكان
في 2015، كان حصن الحماد منطقة خالية من السكان.

## القري
- قرية المجازة الحدودية: تقع على مسافة 35 كيلومترا جنوب غربي مدينة ظهران الجنوب، وتقترب من مديرية باقم اليمنية التابعة لمحافظة صعدة.[1]

## الغدير
- غدير الصبايا: كانت تعتمد عليه قرى وهجر (عاكفة والحاجب الأحمر وذات الضب).[2]

## نقوش
في عام 2017، وثق عساكر من أفراد اللواء العاشر بالقوات البرية الملكية السعودية والمرابط بالحد الجنوبي نقوشاً ورسومات. وترجع النقوش إلى كتابات بلغات مختلفة وصور لحيوانات متنوعة.